# Polyteles
Genre
Polyteles (du grec πολυτελές, précieux) est un genre de coléoptères de la famille des Curculionidae originaire d'Amérique du Sud.

## Espèces
Espèces,:
- Polyteles atrox (Germar, 1924) – Brésil
- Polyteles decussatus Pascoe, 1870 – Pérou
- Polyteles guerini Fahraeus, 1840 – Argentine, Bolivie, Brésil, Paraguay et Uruguay
- Polyteles inka (Heller, 1932) – Équateur et Pérou
- Polyteles setosus Kirsch, 1874 – Pérou
- Polyteles stevenii (Schoenherr, 1826; synonymes P. coelestinus et P. orbignyi) – Argentine, Bolivia, Brésil et Paraguay
- Polyteles uniformis (Heller, 1932) – Bolivie